# 我が社のイチ推し
『我が社のイチ推し』（わがしゃのいちおし）は、フジテレビ系列で放送されているバラエティ番組『森田一義アワー 笑っていいとも!』の水曜日に行われた日替わりコーナーである。
放送期間は2012年4月4日から同年6月13日までの全11回。

## 概要
- コーナー司会はトシ（タカアンドトシ）が担当。タモリと水曜レギュラー（いずれも放送当時）の太田光（爆笑問題）、タカ（タカアンドトシ）、柳原可奈子、三ツ矢雄二（三ツ矢のみ隔週出演）が判定員として出演。但し初回はトシではなくタモリがコーナー司会を担当していた。
- 浜崎あゆみの楽曲『Boys & Girls』（1999年7月14日発売）のサビ部分が、このコーナーのテーマ曲だった。

## コーナーの流れ
1. 2つの芸能プロダクションのマネージャーがセット左右のドアから登場し、「事務所イチ推しの新人タレント」をボードで紹介する。
2. 推薦人がタレントを呼ぶとカーテンが上がり、タレントが登場。推薦人がタレントのアピールポイントを説明し、タレントがそれを披露する。
トシ以外の出演者は、その推薦に対して興味を持ったらとにかく赤い円形の『イイね!』ボタンを押すが、なぜか別の意味合い（主にコーナー司会のトシに対してイジる意味合い）で『イイね!』ボタンを押すことが多かった。
3. プレゼン終了後、レギュラー陣とゲストが赤と青の2つの札で、「テレフォンショッキング」の後に放送される日替わりメインコーナーにゲスト出演させるかを競い、挙がった札が多かったタレントはそのコーナーに出演する。

## コーナーに登場したタレント
| 放送月日 （年度はいずれも2012年） | 赤コーナー名前（事務所名）                            | 対戦結果 （○・・・勝者、×・・・敗者） | 青コーナー名前（事務所名）                         | ゲスト判定員                                      |
| --------------------------------- | ----------------------------------------------------- | ------------------------------------- | -------------------------------------------------- | ------------------------------------------------- |
| 4月4日                            | 橋爪愛 （A-team）                                     | ○（4：1）×                            | プリマ・リエ[1] （サンミュージックプロダクション） | なし                                              |
| 4月11日                           | 山上愛 （アヴィラ）                                   | ×（2：3）○                            | 森永まみ （マーベルエール）                        | 鈴木浩介[2]                                       |
| 4月18日                           | 塩野瑛久 （オスカープロモーション）                   | ×（2：4）○                            | Negicco （Negi-pro）                               | 佐々木希[3]                                       |
| 4月25日                           | YOHIO （ユニバーサルミュージック インターナショナル） | ×（0：5）○                            | 城戸康裕 （MCMプロモーション）                     | 平子理沙                                          |
| 5月2日                            | 佐野岳 （エヴァーグリーン・エンタテイメント）         | ×（2：5）○                            | カブトムシゆかり （オスカープロモーション）        | 武田修宏、鈴木奈々                                |
| 5月9日                            | 高良光莉 （ホリプロ）                                 | ×（2：3）○                            | 宝城カイリ （スターダム[4]）                       | 鈴木浩介                                          |
| 5月16日                           | 竹田純 （テイクシンク）                               | ○（6：1）×                            | 渚 （エイジアプロモーション）                      | 高柳明音、松井玲奈 （SKE48）[5]                   |
| 5月23日                           | 岡田紗佳 （アーティストハウス・ピラミッド）           | ○（4：0）×                            | 歌舞姫 （D-FACTORY）                               | なし                                              |
| 5月30日                           | 平林龍 （ポニーキャニオンアーティスツ）               | ×（1：4）○                            | マービンJr. （ワタナベエンターテインメント）       | なし                                              |
| 6月6日                            | ラフルアー宮澤エマ （プロダクション尾木）             | ○（6：1）×                            | Joy☆Total Clinic （カロスエンターテイメント）      | 鈴木浩介 八乙女光、髙木雄也 （Hey! Say! JUMP）[6] |
| 6月13日                           | 麻友子 （ムーパル）                                   | ×（1：4）○                            | 山崎大輝 （イトーカンパニー）                      | なし                                              |
※最終的に4対7で青コーナーの勝利という結果となった。

## 備考
- ネット局の一つである北海道文化放送（UHB）では、当コーナー1回目の放送時、前日に発生した低気圧に関する情報をL字画面で流していた。
- 2012年7月22日放送の「サザエさん」（この年の27時間テレビ内で放送）のオープニングでは本コーナーに似たコーナーを行っている。